# Bárdmakrélák
A bárdmakrélák (Selene) a sugarasúszójú halak (Actinopterygii) osztályának sügéralakúak (Perciformes) rendjébe, ezen belül a tüskésmakréla-félék (Carangidae) családjába tartozó nem.

## Előfordulásuk
A bárdmakrélafajok csak a Csendes- és az Atlanti-óceánban fordulnak elő.

## Megjelenésük
E halfajok hossza 20-60 centiméter között, testtömegük 1,5-4,6 kilogramm között van. Pikkelyeik nincsenek.

## Életmódjuk
Trópusi és szubtrópusi, tengeri halak. Táplálékuk kisebb kalmárok, rákok, soksertéjűek és kis termetű halak, melyekre a legtöbb faj rajokban úszva vadászik.

## Szaporodásuk
Ikráik szabadon sodródnak a tengerben.

## Felhasználásuk
Majdnem mindegyik fajt halásszák kisebb-nagyobb mértékben. A nagyobb bárdmakrélafajokat a sporthorgászok is kedvelik. Városi és magánakváriumokban is tartják őket. Húsuk ízletes, azonban ciguatera-mérgezést okozhat.

## Rendszerezés
A nembe az alábbi 8 faj tartozik:
- csendes-óceáni bárdmakréla (Selene brevoortii) (Gill, 1863)
- karibi bárdmakréla (Selene brownii) (Cuvier, 1816)
- afrikai bárdmakréla (Selene dorsalis) (Gill, 1863)
- mexikói bárdmakréla (Selene orstedii) Lütken, 1880
- perui bárdmakréla (Selene peruviana) (Guichenot, 1866)
- atlanti bárdmakréla (Selene setapinnis) (Mitchill, 1815)
- Spix-bárdmakréla (Selene spixii) (Castelnau, 1855)
- közönséges bárdmakréla (Selene vomer) (Linnaeus, 1758)